# Lose Control (Missy Elliott)
Lose Control è un singolo della rapper statunitense Missy Elliott, pubblicato il 27 maggio 2005 come primo estratto dal sesto album in studio The Cookbook.

## Descrizione
Il singolo, in collaborazione con Ciara e con Fat Man Scoop, è stato pubblicato dalla The Goldmind Inc. e dalla Atlantic. Contiene dei campionamenti tratti da Body Work degli Hot Streak e da Clear dei Cybotron, entrambi brani del 1983.

## Successo commerciale
Il brano ha raggiunto la posizione 3 nella Billboard Hot 100, diventando così la nona top-ten di Missy Elliot, la quarta di Ciara e la prima di Fat Man Scoop.

## Video musicale
Il videoclip, diretto da Dave Meyers, è ambientato in vari luoghi, come un deserto o una camera nera, ma anche in una casa di legno, dove Missy e Ciara eseguono delle coreografie.